# 白音朝克图镇
白音朝克图镇，是中华人民共和国内蒙古自治区乌兰察布市四子王旗下辖的一个乡镇级行政单位。

## 行政区划
白音朝克图镇下辖以下地区：
白音希勒嘎查牧委会、白音朝克图嘎查牧委会、新尼淖尔嘎查牧委会、伊克吾素嘎查牧委会、白音敖包嘎查牧委会、乌兰哈达嘎查牧委会、巴音朱日河嘎查牧委会、闪丹嘎查牧委会和台吉嘎查牧委会。